# 府中市立府中第十小学校
府中市立府中第十小学校（ふちゅうしりつ ふちゅうだいじゅうしょうがっこう）は、東京都府中市若松町四丁目にある公立の小学校である。

## 学区域
以下、府中市ウェブサイトによる。
- 多摩町

- 紅葉丘
  - 一丁目
  - 二丁目

- 白糸台
  - 一丁目　※一部を除く

- 若松町
  - 二丁目　
  - 三丁目　※一部を除く
  - 四丁目　※一部を除く
  - 五丁目　※一部を除く

## アクセス
京王電鉄バスの下記バス停が最寄りとなる。
- 「霊園表門｣　下車徒歩5分（武94/95系統=武蔵小金井駅発）